# Ignacy Adamczewski

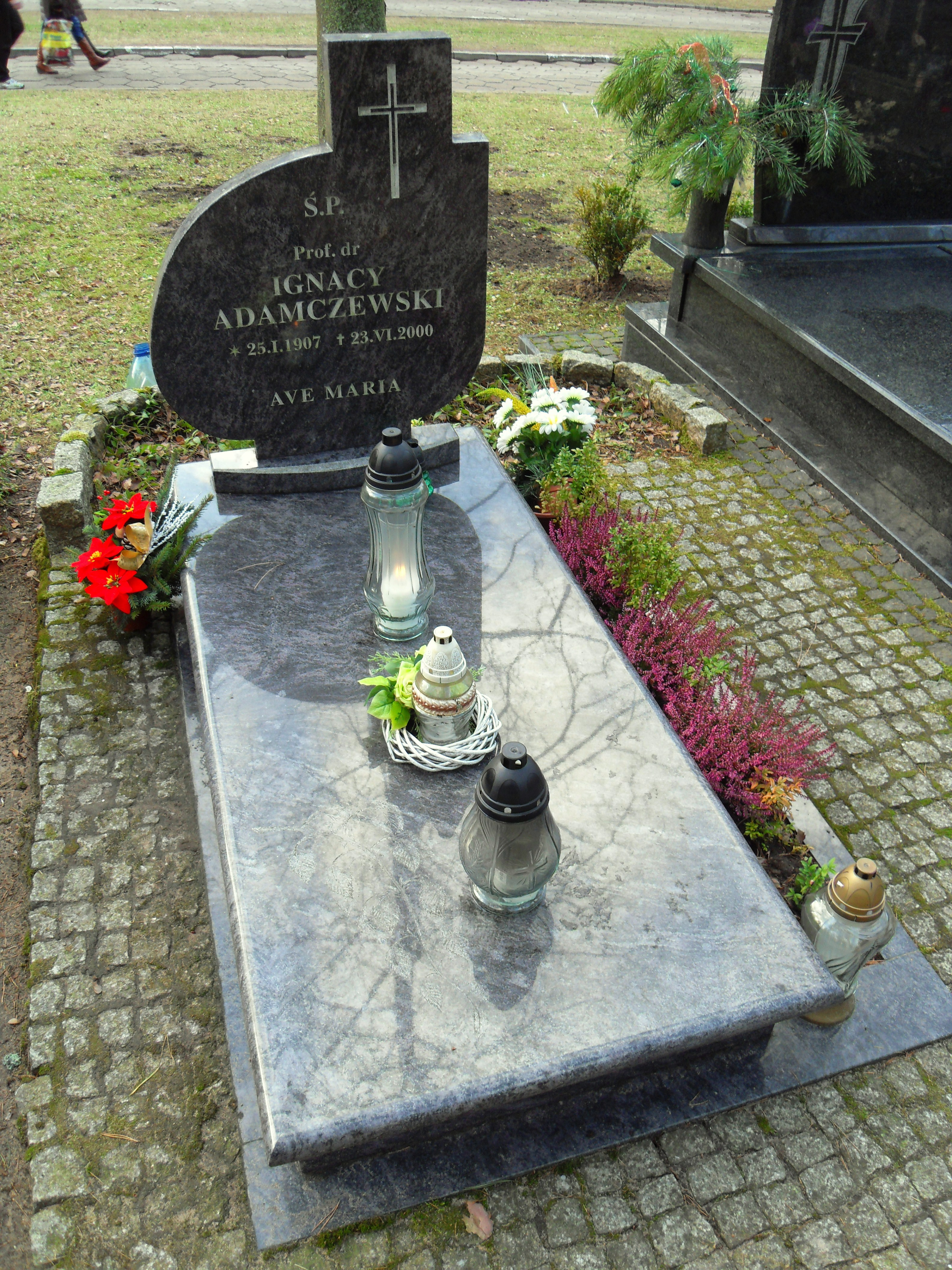
Grób na gdańskim Cmentarzu Srebrzysko

Ignacy Adamczewski (ur. 25 stycznia 1907 w Warszawie, zm. 23 czerwca 2000 w Gdańsku) – polski fizyk, profesor.

## Życiorys
Był synem Łukasza. Maturę zdał w warszawskim Gimnazjum im. E.A. Rontalera w 1926 r. W 1931 roku ukończył studia na Uniwersytecie Warszawskim. Od 1932 r, był stypendystą Funduszu Kultury Narodowej. Doktoryzował się na UW w r. 1936, jako asystent i współpracownik prof. Czesława Białobrzeskiego. Tematem pracy doktorskiej, była „Ruchliwość i rekombinacja jonów w zjonizowanych ciekłych dielektrykach w zależności od lepkości cieczy”. Tematykę tę kontynuował i rozwijał przez całe życie i w niej odniósł największe sukcesy, stając się jednym z jej głównych przedstawicieli w świecie i tworząc własną szkołę naukową. Na stopień podporucznika rezerwy został mianowany ze starszeństwem z 1 stycznia 1935 i 1521. lokatą w korpusie oficerów piechoty.
Wziął udział w kampanii wrześniowej. Później w trudnych warunkach niemieckiej okupacji kontynuował badania wraz z prof. Białobrzeskim. W 1940 r. został aresztowany za działalność konspiracyjną i dostał się na krótko do obozu koncentracyjnego Auschwitz. Pod koniec wojny prowadził tajne wykłady z fizyki medycznej i opracował skrócony podręcznik z tej dziedziny, wydany tajnie jako skrypt i wznowiony po wojnie przy pomocy Szwedów. W lipcu 1944 r. wraz z żoną i czteroletnim synem opuścił Warszawę i zamieszkał na wsi pod Łowiczem.
Na początku 1945 roku został zastępcą profesora w organizującym się właśnie Uniwersytecie Łódzkim. W końcu lipca 1945 r. przyjechał do Gdańska w celu pozyskania dla pracowni studenckich w Łodzi przyrządów pozostałych po przedwojennej Politechnice. Zorientowawszy się, że w uczelni brakuje fizyka zdecydował się na przeniesienie do Gdańska, co nastąpiło ostatecznie w sierpniu.
Sytuacja jaką tutaj zastał była trudna. Mając do dyspozycji zaledwie paru pomocników musiał uporządkować pomieszczenia, pozbierać resztki aparatury i przygotować zajęcia. 21 września otrzymał oficjalną nominację na kierownika Katedry Fizyki, która później – wbrew chronologii oznaczona została numerem II. 22 października 1945 wygłosił pierwszy wykład, rozpoczynając w ten sposób regularne zajęcia dla studentów.
II Katedrą Fizyki Politechniki Gdańskiej prof. Adamczewski kierował do 1969 roku. Do roku 1969 był także kierownikiem Katedry Fizyki przy Akademii Medycznej. W 1962 r. otrzymał tytuł profesora zwyczajnego. Był to okres intensywnej pracy naukowej. Do roku 1969 opublikował 115 prac, głównie z dziedziny ciekłych dielektryków, a 15 osób uzyskało doktoraty. Za granicą utarło się określenie „gdańska szkoła ciekłych dielektryków”. Podsumowaniem osiągnięć stała się monografia Ignacego Adamczewskiego „Jonizacja i przewodnictwo ciekłych dielektryków”, wydana w 1965 r. przez PWN i przetłumaczona na język angielski, francuski i rosyjski. Drugą ważną domeną badań była fizyka jądrowa, a zwłaszcza detekcja i dozymetria promieniowania. Pionierski charakter w skali krajowej miała wydana w 1959 r. monografia Adamczewskiego „Ochrona zdrowia przed promieniowaniem jonizującym”.
Profesor Adamczewski jest autorem podręczników fizyki klasycznej i współczesnej, z których korzystali studenci kierunków technicznych, oraz fizyki medycznej i biofizyki dla studentów kierunków medycznych.
Pochowany na Cmentarzu Srebrzysko w Gdańsku (rejon III, kwatera I, skarpa, grób 28).

### Przebieg pracy zawodowej
- 1932−39 − asystent Zakładu Fizyki UW (prof. Cz. Białobrzeski); okupacja w Warszawie; tajne wykłady z fizyki medycznej;
- 1945−46 z-ca profesora, kierownik Katedry Fizyki II, Wydział Chemii Politechniki Gdańskiej;
- 1946−69 kierownik Katedry Fizyki II. Wydziału Chemii Politechniki Gdańskiej, prof. nadzw., prof. zwycz.;
- 1969−74 dyrektor Międzywydziałowego Instytutu Fizyki Politechniki Gdańskiej.

### Ważniejsze funkcje
- 1945−74 kierownik Katedry Fizyki, Dyrektor Instytutu Fizyki Politechniki Gdańskiej;
- 1953−54 oraz 1966−69 Dziekan Wydziału Chemicznego Politechniki Gdańskiej.

### Wypromowani doktorzy
Olgierd Gzowski, Józef Terlecki, Sylwester Bernasik, Bronisław Jachym, Wiktor Nowak, Tadeusz Umiński, Andrzej Januszatis, Wiktor Zając, Jerzy Kortz, Adolf Fiałkiewicz, Marian Grodel.